# アルエ
「アルエ」は、BUMP OF CHICKENの7枚目のシングル。2004年3月31日にトイズファクトリーから発売された。

## 概要
BUMP OF CHICKENとしては、前作『ロストマン/sailing day』以来約1年間ほとんど表立った活動がない状態が続いていた中で、ようやくリリースされたシングルとなった。本作は廃盤となっていた、インディーズ時代にハイラインレコーズからリリースしたアルバム2作『FLAME VEIN』及び『THE LIVING DEAD』をトイズファクトリーより2004年4月に再発した際の先行シングルである。タイトル曲『アルエ』は『FLAME VEIN』からのリカットとなっている。
なお本作は同年5月末までの2ヶ月限定生産のため、現在は生産終了している。
ジャケットのイラストは、『FLAME VEIN』の歌詞カードのイラストを拡大したもので、もともとはごく小さなものである。また、歌詞カードの裏表紙のカットも同様である。
メンバーがデビュー前までの経歴を語ったロングインタビューが中心のブックレット「BUMP OF CHICKEN HISTORY BOOK」への応募ハガキ及びステッカー封入されていた。

## 収録曲
- 全曲作詞・作曲：藤原基央　編曲：BUMP OF CHICKEN

1. アルエ (4:21)
初出であるアルバム『FLAME VEIN』の再発盤の先行シングルとしてリカットされた。
シングルとしてリリースされるに伴って製作されたPVは、「リトルブレイバー」「ランプ」のPVや過去のライブ映像、以前に『スペースシャワーTV』の番組に出演した時の映像の一部が使用されている。このPVは後に発売されたPV集『ユグドラシル』に収録された。
2. Ever Lasting lie (Acoustic Version) (12:37)
『THE LIVING DEAD』収録曲のアレンジバージョン。
アコースティックギター2本で奏でられる大胆なアレンジが加えられている。テンポは原曲より多少遅くなっていて（そのためか間奏も原曲よりは短めになっている）。フェードアウトでなくなっている。BUMP OF CHICKENの曲では最も演奏時間が長い（8分39秒）。
本シングルが限定盤であったため、『present from you』が発売されるまでは非常にレアな曲であった。

- 隠しトラックには、「喝采〜花になれ〜」（作詞・作曲:BUMP OF CHICKEN）が収録されている。

## 収録アルバム
- 『FLAME VEIN』（#1）
- 『present from you』（#2）